# Sergei Alexejewitsch Borodin
Sergei Alexejewitsch Borodin (russisch Сергей Алексеевич Бородин; * 30. Januar 1999 in Lasarewskoje, Sotschi) ist ein russischer Fußballspieler.

## Karriere

### Verein
Borodin begann seine Karriere beim FK Krasnodar. Im September 2016 debütierte er für die zweite Mannschaft Krasnodars in der drittklassigen Perwenstwo PFL. In der Saison 2016/17 kam er zu vier Einsätzen. In der Saison 2017/18 kam er zu einem Drittligaeinsatz, zudem spielte er fünfmal für die U-19-Mannschaft in der UEFA Youth League. Mit Krasnodar-2 stieg er zu Saisonende in die Perwenstwo FNL auf. Sein Zweitligadebüt gab er in Folge im Juli 2018 gegen den FK Sibir Nowosibirsk. Im April 2019 stand er erstmals im Kader der Profis, zum Einsatz kam er aber noch nicht. Für die Reserve kam er zu 15 Einsätzen in seiner ersten Zweitligasaison. In der Saison 2019/20 absolvierte er bis zum COVID-bedingten Saisonabbruch 21 Spiele für die zweite Mannschaft, zudem spielte er einmal für die dritte Mannschaft Krasnodars in der dritten Liga.
Zur Saison 2020/21 wurde der Verteidiger an den Erstligisten FK Ufa verliehen. Dort gab er im Dezember 2020 gegen Krasnodar sein Debüt in der Premjer-Liga. Dies war aber zugleich auch sein einziger Einsatz in der Herbstsaison und als Konsequenz dessen wurde die Leihe im Februar 2021 vorzeitig beendet und er kehrte nach Krasnodar zurück. Bis zum Ende der Spielzeit absolvierte er dort zwölf Partien für die Reserve in der Perwenstwo FNL. In der Saison 2021/22 kam Borodin erstmals für die Profis zum Zug und absolvierte für diese vier Erstligapartien, für die Zweitligamannschaft kam er 26 Mal zum Einsatz.
Nach weiteren zehn Erstligaeinsätzen bis zur Winterpause 2022/23 wurde Borodin im Januar 2023 ein zweites Mal verliehen, diesmal nach Israel an Beitar Jerusalem. Anschließend wechselte er zu Torpedo Moskau.

### Nationalmannschaft
Borodin spielte zwischen 2014 und 2019 von der U-15 bis zur U-21 40 Mal für russische Jugendnationalauswahlen. Im September 2022 debütierte er in einem Testspiel gegen Kirgisistan in der A-Nationalmannschaft.